# Коморські острови
Коморські острови (Komori; араб. جزر القمر Juzur al-Qamar; фр. Les Comores) — архіпелаг, що розташований між Африкою (найближче до Мозамбіку й Танзанії) і північною околицею Мадагаскару в Мозамбіцькій протоці Індійського океану, складається з чотирьох великих — Великий Комор (Нджазіджа), Мохелі (Мвалі), Анжуан (Нзвані), Майотта (Маоре) і кількох дрібних островів. Загальна площа — 2 171 км², населення — 984,5 тис. чоловік.

## Фізико-географічне районування
- Великий Комор (Нджазіджа) є найбільшим островом архіпелагу, також наймолодшим в геологічному відношенні, й тому для нього характерні кам'янисті ґрунти. Характерними рисами його рельєфу є два вулкани, активний Картала і недіючий Ле Гріль, а також відсутність хороших гаваней.
- Анжуан (Нзвані) з адміністративним центром у Муцамуду, має трикутну форму, викликану трьома гірськими ланцюгами, Сима, Ніумакеле і Джіміліме, що розходяться від центральної вершини, Нтрінджі (1575 м).
- Мохелі (Мвалі) з адміністративним центром у Фомбоні, є найменшим із чотирьох основних островів.
- Гранд-Терр (Маоре) й менший острів Петіт-Терр (Паманзі) і декілька інших крихітних острівців.

## Геологія
В основі острова Великий Комор лежать давні кристалічні породи, які вкривають лавовий покрив і окремі вулканічні конуси (до 2560 м), на трьох менших островах — Мохелі, Муцамуду і Гранд-Терр — на поверхні вулканічний попіл, туфи і шлак, крізь які прориваються з стовпоподібні виходи базальту.
Коморський архіпелаг був сформований в результаті вулканічної діяльності. Найвища точка архіпелагу, Картала — активний щитовий вулкан, що знаходиться на острові Великий Комор і сягає висоти 2361 м. У районі цього вулкана знаходяться найбільші території зникаючих тропічних лісів країни. Картала є одним з найактивніших вулканів у світі, останні виверження відбувалися в травні 2006 року, у квітні 2005 року і у 1991 році. У 2005 році через виверження, що тривало з 17 по 19 квітня було евакуйовано близько 40 000 людей.

## Ґрунти
На трьох менших островах, добре зрошуваних постійними потоками від великих дощів, інтенсивні процеси вивітрювання зайшли глибше, ніж на Великому Коморо. На цих островах переважають тропічні червоноземи і почасти ґрунти на вулканічних породах.

## Флора
Розкішний тропічний рослинний покрив відзначається великим розмаїттям папоротей, у тому числі і деревоподібних. На острові Великий Комор постійних потоків води нема, бо дощі швидко стікають в ущелини і тріщини. У багатьох місцях природний тропічний ліс замінений вторинним густим бушем або високотрав'ям.
На островах вирощують ваніль та інші ароматичні рослини, подекуди — цукрову тростину.

## Фауна
Багата місцева популяцію риб, завдяки кільцю коралових рифів.

## Населення
Головний адміністративний, культурний та економічний центр — Мороні, знаходиться на острові Великий Комор. Історичний центр — Дзаудзі на острові Паманзі (фр. Petite-Терра), поблизу Маоре.

## Клімат
Клімат тропічний, як правило м'який, з двома основними сезонами, що відрізняються за кількістю опадів. Зима сухіша і не така жарка, як літо. Температура в середньому 29-30 °C у березні, найтеплішому місяці сезону дощів, що триває з грудня по квітень, а середня температура прохолодного сухого сезону (триває з травня по листопад) становить 19 °C. Опадів до 3000 мм на рік.
| Клімат Мороні           | Клімат Мороні | Клімат Мороні | Клімат Мороні | Клімат Мороні | Клімат Мороні | Клімат Мороні | Клімат Мороні | Клімат Мороні | Клімат Мороні | Клімат Мороні | Клімат Мороні | Клімат Мороні | Клімат Мороні |
| Показник                | Січ.          | Лют.          | Бер.          | Квіт.         | Трав.         | Черв.         | Лип.          | Серп.         | Вер.          | Жовт.         | Лист.         | Груд.         | Рік           |
| Середня температура, °C | 26,5          | 26,5          | 27,0          | 26,5          | 25,0          | 24,0          | 23,5          | 23,0          | 23,5          | 24,5          | 26,5          | 27,0          | 25,0          |
| Норма опадів, мм        | 345           | 311           | 300           | 296           | 233           | 215           | 194           | 118           | 117           | 91            | 102           | 220           | 2543          |
| ----------------------- | ------------- | ------------- | ------------- | ------------- | ------------- | ------------- | ------------- | ------------- | ------------- | ------------- | ------------- | ------------- | ------------- |
| Джерело:                |               |               |               |               |               |               |               |               |               |               |               |               |               |

## Галерея

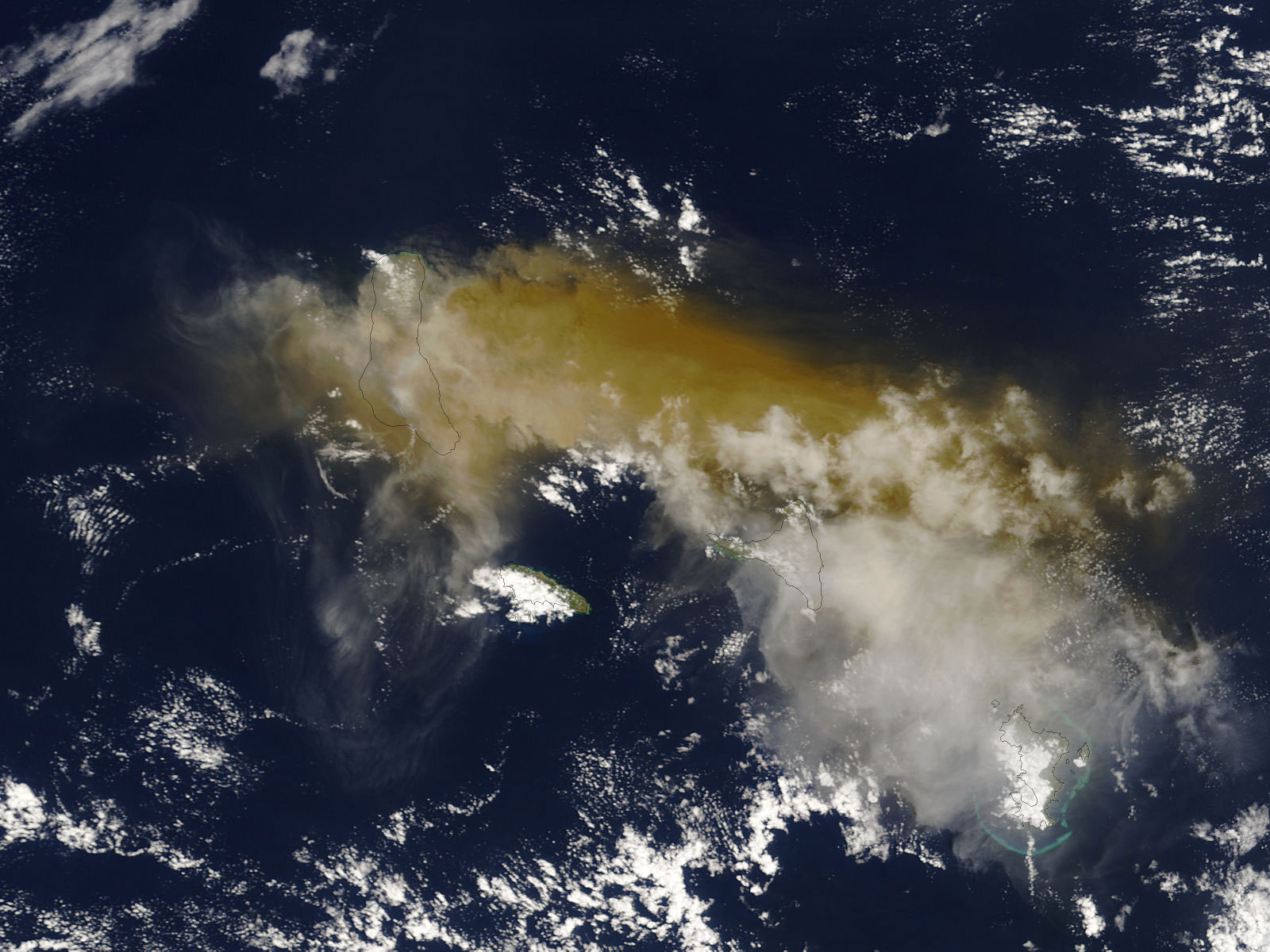
Вигляд із супутника острова Великий Комор під час виверження вулкана Картала
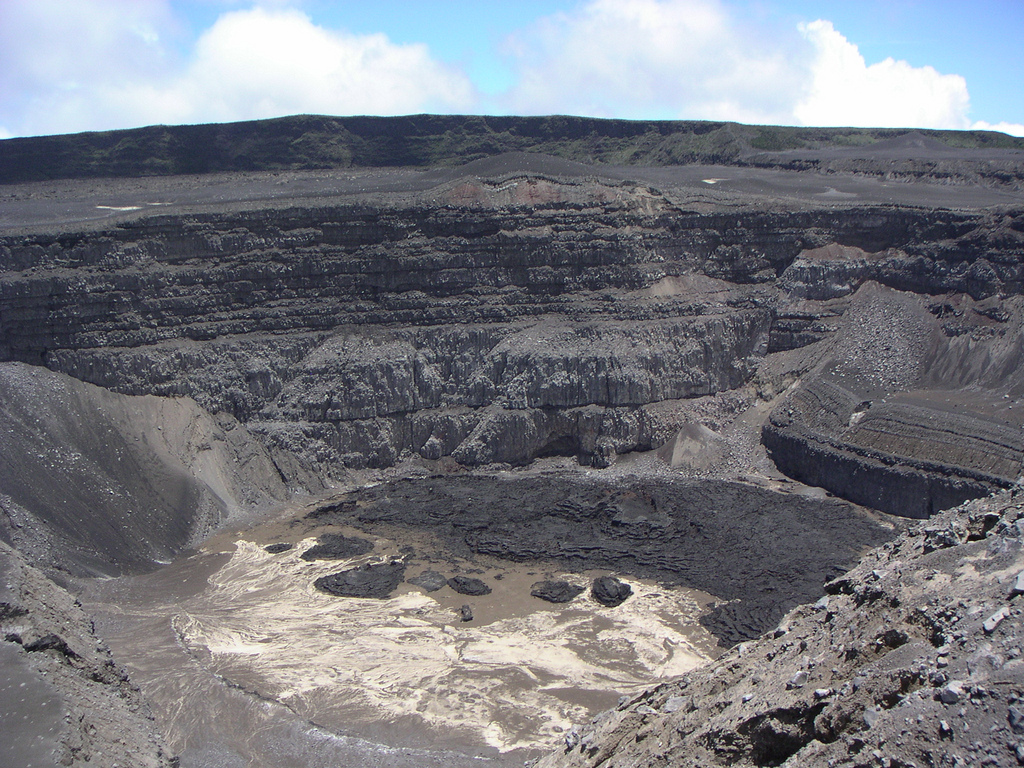
Кратер вулкана Картала у листопаді 2006 року
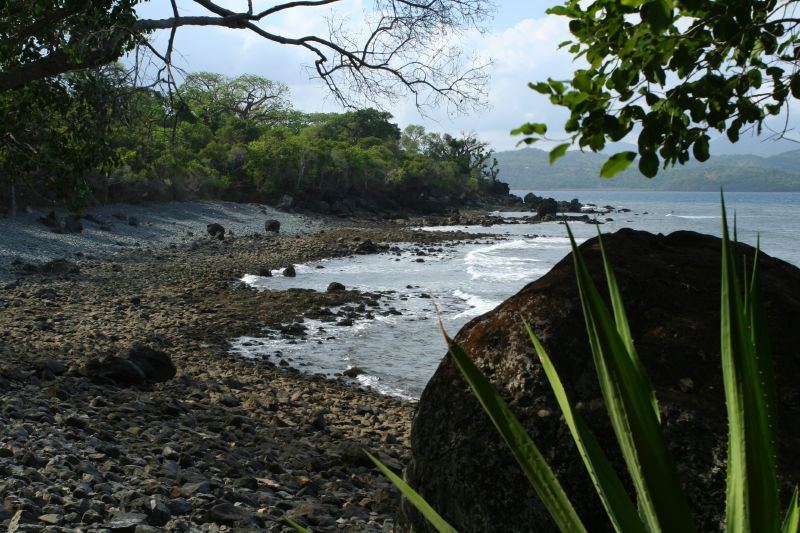
Пляж на Гранд-Терр
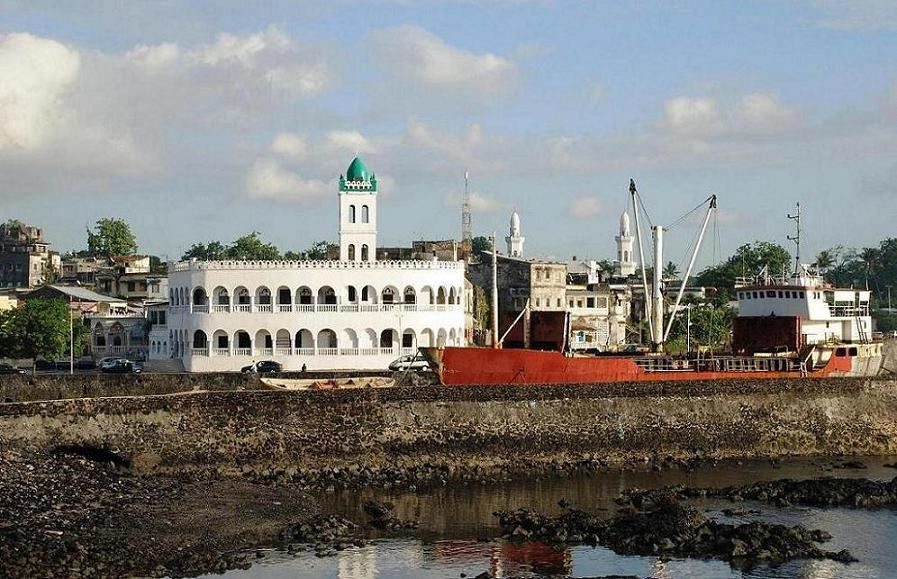
Центральна мечеть та порт Мороні